# Naismith Memorial Basketball Hall of Fame
Il Naismith Memorial Basketball Hall of Fame è un museo-memoriale e uno dei massimi riconoscimenti della pallacanestro internazionale. Esso onora i più rappresentativi cestisti, i migliori allenatori, gli arbitri ed i personaggi che hanno dato un contributo fondamentale al miglioramento e all'affermazione di questo sport.

## Storia
Con sede a Springfield nel Massachusetts, la città statunitense nella quale - grazie proprio a James Naismith - nacque la pallacanestro, il Naismith Memorial Basketball Hall of Fame è un vero e proprio museo dedicato alle più importanti personalità della storia della pallacanestro mondiale, ricco di notizie, curiosità e cimeli e luogo di pellegrinaggio per gli appassionati.
Il Naismith Memorial Basketball Hall of Fame fu fondato nel 1959 in un piccolo edificio. La prima vera sede venne inaugurata il 17 febbraio 1968 presso il college di Springfield. Nel 1985 venne aperto un nuovo campus sulla riva est del fiume Connecticut, fuori dal centro della città. Nel settembre 2002 la Hall of Fame trovò la sua terza e definitiva sede in un nuovo apposito edificio con una superficie di più di 8 000 m². Il nuovo edificio, di architettura moderna e funzionale, comprende al centro una enorme struttura semisferica argentata che si sviluppa su diversi piani.
L'inclusione nella Hall of Fame è molto selettiva e avviene almeno cinque anni dopo il ritiro dello sportivo. Ne fanno parte anche poche squadre, tra le quali gli Original Celtics, i Buffalo Germans, i New York Renaissance, gli Harlem Globetrotters e il Dream Team. Fa inoltre parte della Hall of Fame anche il cosiddetto The First Team, il primo gruppo di 18 giocatori che disputarono la prima partita della storia nel 1891.